# ユキボシ
ユキボシ（Chionaster nivalis (Bohlin) Wille）は星形の単細胞体として発見されたもので、雪の上に見出される。その正体は謎ながら菌類であろうとされていたが、近年、担子菌であることが判明した。もっとも詳細は確定しておらず、また正体そのものは依然として謎のままである。

## 概説
積雪がいろいろな色になる事例があり、理由は様々である。黒くなるのは火山灰や地表の鉄分による例が多いが、赤や緑、黄色などになるのは雪の中で増殖する藻類、いわゆる氷雪藻が繁殖することによる場合が多く、これらを色によって赤雪、緑雪、黄雪などと称し、あるいはこれらを総称して彩雪、五色雪、着色雪などと呼ぶ。これらを顕微鏡下で観察すれば原因となる藻類が発見されるのは当然であるが、それらに交じって藻類とは考えられないものが発見されることも多く、それらの中には菌類であると考えられるものもあり、ユキボシはその一つであった。2～6本の角状突起を持つ細胞体として見出される。
その正体は長らく不明のままであったが、分子系統の技術の発達によって、少量の細胞からもその系統が推定できるようになり、これが菌類、それも担子菌であるとの判断が出た。ただしこの菌がどこでどのように生育し、どのようにユキボシを形成するか、と言った情報は未だ全く未知のままである。

## 特徴
日本で見られたものでは細胞は単独に存在し、一般的には4本の突出部を互いに交差するような方向で伸ばしている。細胞全体の径は50μm前後、この突出部は時に3本から5本までと変異があり、その長さは20～30μmである。細胞質の部分は突出部の基部付近にあり、形は様々だが無色である。小林(1975)はこれを淡黄色と記し、厚膜胞子と述べている。その概形は突出部のために星形となる。
学名の属名は雪（Chion)と星(aster)からなり、種小名も雪の意である。和名はそれを元に出川(2021)が提案しているものである。

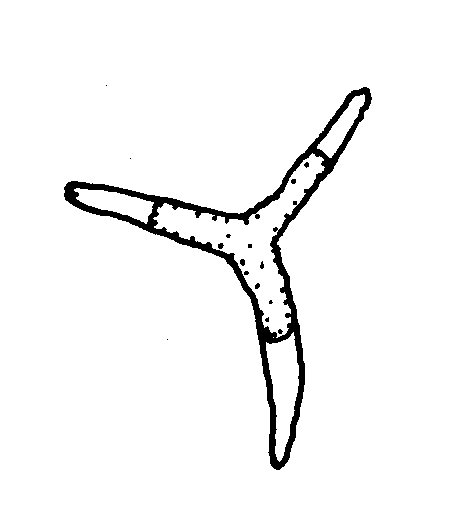
突起が3本のタイプ
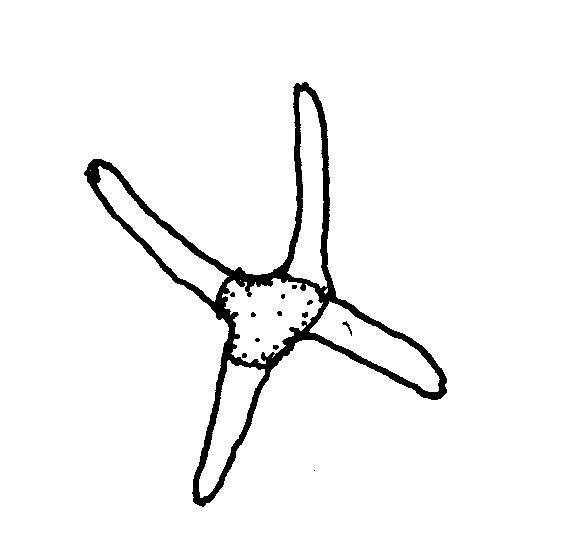
細胞質がより集中しているタイプ

## 分布
この単細胞体はヨーロッパ、オーストラリア、北アメリカ、アジアの彩雪から見出され、日本でも高山で広く発見されている。
発見されるのは彩雪の氷雪生の藻類の集団の中であり、本生物のみ単独で見られる例はなく、発見される場合も藻類細胞に混じって、それより少数のみが見つかる。ただし後述の話がある。

## 経緯
この生物は1893年に記載され、その際には緑藻類のテトラエドロン属 Tetraedron のものとされた。それを1904年に Bohlin が所属不明の菌類として再分類し、それが以降に支持されてきている。ただしそれがどのようなグループの菌類に属するのかについては手がかりがない。それ自体は単細胞体に過ぎず、それ以上の特別な構造はないし、そのような形質で菌類の分類上の位置を判断できる手がかりは乏しい。水生不完全菌類との類似性を指摘する声もあったが、元々不完全菌というのは系統の纏まりを求めて作られた群ではないし、当然のように水生不完全菌も多系統であるのでそこからこの生物の系統的な位置を論じることは出来ない。またその生物的特徴、例えば栄養摂取の方法や繁殖などについても顕微鏡下の観察では全く見ることが出来ていない。菌類であれば培養するのが研究の方法として当然なのであるが、この生物に関しては全く成功していない。Matsuzaki et al.(2021) も本菌を培養するために様々な手法や培地を用いて、しかし本種細胞が発芽や分裂などを行うことは全く見られなかった、としている。

## 分類学的位置の判断
上記のように従来の菌類学的手法では本生物の所属を判断することは出来なかった。しかし現在では分子系統の情報からその系統的位置を判断することが出来る。そこで彩雪から本種細胞のみを拾い集めてそのための試料とする、という方法が採られるに至った。
Irwin et al.(2021)はブリティッシュコロンビア州のサンプルを元に、これによって本生物を担子菌門ハラタケ亜門のシロキクラゲ綱 Tremellomycetes のものと判断した。ただしこの綱に含まれる目のどれにも含まれず、しかしシストフィロバシディウム目 Cystofilobasidiales と姉妹群を成すもの、との結果が得られたことから本種のために新目 Chionasterales と新科 Chionastaceae を立てた。他方で僅かに遅れてMatsuzaki et al.(2021)は日本の試料を基に同様の手法を用いて同様の検討を行い、これがやはり担子菌ハラタケ亜門に属することを示し、ただしその位置はBrtheletiomycetes の Bartheletia paradoxa と姉妹群を成す、との結果であった。
このように現時点では2つの試みがあって結果には食い違いもある。ただし担子菌目ハラタケ亜目までは一致しており、何よりも積極的に菌類であるとの証拠がようやく出てきた、という意味は大きい。とは言えその正体が未だに不明のままであることに間違いはない。
他方で出川(2021)は本種が彩雪ではない残雪から多数発見されたことを述べており、これは本菌のこれまで知られていなかった存在場所を見出したことになる。こちらからその生物としての存在状況が明らかになる可能性も指摘されている。